# Радикализм в православии
Радикализм в православии и околоправославных кругах представлен крайне правыми религиозными и политическими формами православного консерватизма и фундаментализма. Использует собственные толкования Священного писания для трактовки мировой истории и текущей политической или геополитической ситуации. Одно из центральных мест православного радикализма занимает политическая эсхатология. Ультраправые часто смыкаются с православным алармизмом. Радикальные православные движения включают радикальных государственников, в том числе радикальных монархистов, и националистов. Эсхатологический миф в данной среде делает религию важным фактором политики.
Руководство Церкви в целом стремится преодолеть радикальные и националистические настроения в православной среде.

## Контекст
Русское православие разделяет большую часть многовековых идей христианского антисемитизма с другими христианскими конфессиями. В то же время существует ряд уникальных черт, которые придают православному антисемитизму и его теологическому отношению к еврейским вопросам особую окраску. Русская православная церковь уделяет особое внимание трудам отцов церкви, которые проводили резкое различие между христианством и иудаизмом и высказывали большое число резких антииудейских заявлений. Богословская традиция Византии, где полемический антииудейский трактат стал самым популярным жанром, оказала большое влияние на Россию. В Средние века некоторые православные монахи воспринимали Москву как «Третий Рим» и «Второй Иерусалим». Статус единственного хранителя истинной веры в мире апостасии сделал Русскую церковь единственным законным претендентом на звание «Нового Израиля».
Русская православная церковь также отличается особым интересом к апокалиптическим темам и демонологии. Многие старые православные труды идентифицируют грядущего антихриста как иудейского князя. Высказывалось предположение, что евреи, отвергнув Иисуса, особенно уязвимы для демонических сил и, следовательно, будут играть важную роль в качестве сторонников антихриста в эсхатологический период. Важен также особый интерес к теологии замещения.

## Характеристика
Историк и социолог Н. А. Митрохин делит современное русское православное духовенство на модернистов, консерваторов и фундаменталистов. Идеалом для консерваторов является XIX век, тогда как для фундаменталистов — XV—XVI века. Историк В. А. Шнирельман отмечал, что в постсоветский период в РПЦ сложились три группы: небольшая, но влиятельная группа либералов (в среде высших иерархов РПЦ ассоциировались с митрополитом Ювеналием (Поярковым)), доминирующая группа традиционалистов-консерваторов и крупная и заметная группа фундаменталистов и радикалов. Социолог С. В. Рыжова на основе текстов выделяет четыре модели православного самосознания: толерантная, радикальная, дисфункциональная и экстремистская. По её мнению, две первых находятся в пределах социальной нормы, третья лежит на границе нормы, а четвёртая — за её пределами.
По мнению Ксении Лученко (2012), православные фундаменталисты являются самой активной православной субкультурой, которая была особенно заметна в 1990-е годы, но и позднее собирали стабильную, в первую очередь провинциальную, аудиторию. Православных фундаменталистов она делит на радикальных и умеренных. Радикальное крыло, исключая «боевые листки» некоторых монастырей, исторически базируется в Санкт-Петербурге, что отчасти является наследием умершего в 1995 году митрополита Санкт-Петербургского и Ладожского Иоанна (Снычёва).
По мнению религиоведа Бориса Кнорре, решение вопроса, кто виноват в убийстве царской семьи, стало камнем преткновения в среде православных монархистов — водоразделом между теми, кто согласен воспринимать революционные события в историческом плане, и ультранационалистическими монархистами, которые склонны к мистическому взгляду, предпочитают в отношении России говорить о «метаистории» — эта группа в современное время представляет царебожничество. Первые считают, что участие в цареубийстве и в кровавом перевороте «тайных сил» не снимает вину за это новое «распятие Христа» с русского народа. Вторые утверждают, что сам русский народ, был «обманут тайными слугами антихриста», «не распинал Христа», а вина его лишь в попустительстве злу, совершённому «жидомасонскими силами».
Националисты, заявляющие, что их вдохновением является русская православная вера, составляют одну из основных групп российских постсоветских антисемитов. Некоторые из них принимают идею вечной войны христианства и иудаизма и на этой основе отрицают общие исторические корни христианства и иудаизма.
Антисемитская идеология постсоветского околоцерковного монархизма имеет своим источником антисемитскую литературу конца ХІХ — начала XX века. В первую очередь отмечается «карловацкий след» в традиции русского православия. Будучи исторически тесно связанной с фашистскими режимами Европы, идеология РПЦЗ восприняла антисемитские мифы. Хотя зарубежники стремились к сохранению дореволюционных традиций, однако по причине своей политизации Зарубежная церковь проявляла симпатии к праворадикальным режимам.
У ряда православных историософов имеется идея, что часть евреев являются естественными проводниками модернизационных тенденций в рамках социума, который авторы стремятся сохранить в домодерности православного благочестия и патриархальности.
Объектом внимания идеологов православного антисемитизма стала также «ересь жидовствующих». Современная интерпретация «ереси» православными сторонниками жесткой линии значительно шире, чем в других источниках. И протестантизм, и католицизм рассматриваются как проявления иудействования, «жидовствования». Протестантизм иногда представляется не более чем ветвью иудаизма, тогда как католицизм осуждается за его слишком примирительные решения относительно христианско-еврейских конфликтов. «Подрывная» деятельность в виде иудействования приписывается священникам РПЦ еврейского происхождения. Православные священнослужители выразили особую обеспокоенность деятельностью и духовным влиянием Александра Меня, харизматичного православного священника и писателя еврейского происхождения, обратившего в православие многих представителей русской интеллигенции, убийство которого в 1990 году остаётся нераскрытым.
Другим заметным компонентом современной антисемитской идеологии, основанной на православной традиции, является вера в «ритуальное убийство». Например, Владимир Осипов, глава союза «Христианское возрождение», является сопредседателем Организационного комитета «Русских православных сил», который призывает к «разоблачению талмудического заговора против России» и «хасидских и сатанинских сект», практикующих «ритуальное убийство». В постсоветской России можно встретить как упрощенное возрождение кровавого навета, так и более политически изощрённые обвинения. Так, в середине 1990-х годов в российских периодических изданиях состоялся полемический обмен мнениями по вопросу святости последнего российского императора Николая II, убитого вместе со своей семьей большевиками. Православные антисемитские авторы приняли активное участие в дебатах, выделив среди преступников заявленных ими «евреев» и одного реального еврея — Якова Юровского — и изобразив казнь как «ритуальное убийство»; по мнению антисемитских авторов, этот акт был призван унизить Россию и высмеять Православную церковь. Из идеи, что царь был подвергнут истязаниям евреями, некоторые священнослужители делают вывод, что это обстоятельство уподобляет царя Христу и само по себе даёт ему право на святость. Другие священники идут ещё дальше, предполагая, что русская история повторила жизнь Христа. Большевистская революция с её «еврейскими» палачами связывается с «распятием России».
Распад Советского Союза и конец тысячелетия создали среду, особенно благоприятную для апокалиптических спекуляций и тревог. Многие русские православные нарративы представляют реальных или воображаемых евреев как нового антихриста, стремящегося к приближению конца света. В 1990-х годах популярными кандидатами на этот титул были Михаил Горбачев (он появляется в ермолке во многих ультранационалистических газетах) и Георгий Романов, наследник династии Романовых, живущий в Германии, среди предков которого, по мнению некоторых православных генеалогов, было несколько евреев.
Ряд позднесоветских и постсоветских радикальных православных монархических националистических групп («Память», «Отечество», «Русское национальное единство» и др.) может именоваться черносотенными, поскольку разделяет идеи этого движения начала XX века.
Большинство националистов-историософов относятся к православию предельно инструментально. Ряд из них не интересует само по себе христианское учение, они не вдаются в исторические детали. В то же время более «грамотные» христиане обычно не стремятся указывать на ошибки этих авторов, если воспринимают их как временных, ситуативных союзников в борьбе за победу «духовного прочтения истории».
И. В. Симонов считает неверным отнесение к числу православных фундаменталистов, к примеру, носителей черносотенных взглядов начала XX века и членов современных правых православных организаций «Память» и «Народный собор», а также неоднократно названного в прессе православным фундаменталистом бывшего епископ Диомида (Дзюбана), послания и обращения которого апеллируют к истории Православной церкви в России и трудам отдельных церковных деятелей XIX века. Диомида и священников, принимающих участие в интернет-проекте «Русская народная линия», исследователь относит к числу ортодоксов или радикальных консерваторов.

## Политическая эсхатология
Одним из важных мест в политической эсхатологии стали слова апостола Павла об «удерживающем» (катехоне) как о силе, мешающей антихристу прийти в наш мир (2Фес. 2:7). К концу XIX века ряд русских священников стали считать «удерживающим» православное государство и установившийся в нём «правовой порядок». Так в русском православии сформировалась идея, что лишь русский царь способен сдерживать силы, которые влекут наступление Апокалипсиса, царь и есть «удерживающий». Одной из основных идей православной политической эсхатологии со времени Сергея Нилуса, включая православных государственников и националистов, является восходящая к той же фразе апостола Павла «тайна беззакония». Это понятие часто связывается с «еврейским» или «иудео-масонским заговором», иногда с Октябрьской революции.
Возвращение православия в общественный дискурс и включение в него национал-патриотов сопровождались ростом популярности эсхатологии, которая помогала осознать кризисные явления и выработать собственное понимание места России в мире. Применяется традиционалистская концепция инволюции, согласно который происходит неизбежное движение мира от золотого века к упадку и разложению, что в рамках христианской эсхатологии объясняется действием «сатанинских сил», освобождающих путь антихристу. Этим силам способен противостоять только «удерживающий», поэтому главный конфликт в мире происходит между ним и «силами зла». Новозаветный миф отождествляет последних с иудеями, что закрепила длительная богословская традиция, которая служит опорой национал-патриотам. Они стремятся найти знаки приближения антихриста почти в любой деятельности тех, кого они называют иудеями, евреями, сионистами, масонами. В число этих врагов включаются католики и протестанты, которые, согласно православным национал-патриотам, слепо следуют за иудеями в исполнении их планов.
Русская православная традиция, рассматривая русский народ как «богоносный», а Москву — как «третий Рим», исходит из идеи, что истинный христианский дух сохранило только русское православие. Это концепция противопоставляет Россию всему остальному миру, который понимается как отступивший от Бога и предавшийся разложению. В этом контексте в среде русских священников и старцев распространились мессианские пророчества, что судьба России — чудесным образом избежать царства антихриста и спасти от него весь остальной мир. Прежний лозунг «СССР — гарант мира и флагман прогрессивного развития» сменился на формулу «Россия — последний оплот христианства, препятствующий приходу антихриста». Советская борьба с «международным сионизмом» у новых православных сменилась на борьбу с «талмудистами» и «масонами», которые расчищают путь антихристу. Выступления против западного «буржуазного мира», возглавляемого США, трансформировались в декларирование сопротивления апостатам, готовящим для мира несчастья и гибель в «последние времена». С этих позиций Россия изображается последним оплотом «истинного христианства» и «удерживающим». Однако Россия, таким образом, стала пониматься как главная цель «сатанинских сил», что и создавало основу для параноидальных чувств национал-патриотов, ведущих к крайним формам ксенофобии, включая антизападничество. Возврат к традиционной православной историософии ведёт к возвращению увязанного с ней доктринального религиозного антисемитизма. Традиционалистский подход придал религиозную основу сформировавшемуся ранее советскому «антисионизму». Получила популярность также идея православной монархии, следующая из функции «удерживающего», поскольку речь идёт не столько о политической власти, сколько о религиозной миссии спасения мира от сатанинских сил. Фундаменталистский подход к православию делает политический фактор функцией религиозного, наподобие тому, как в исламе религия не отделена от политики. Ряд современных православных апокалиптиков существует в мире политических категорий. С их точки зрения ритуал не имеет никаких иных смыслов, кроме изменения или подтверждения властных отношений между людьми, поэтому, к примеру, убийство царской семьи должно быть ритуальным, чтобы обладать хотя бы какой-то ценностью.
Для эмигрантской, а затем и постсоветской политической эсхатологии важной является тема «крестных» страданий России — «Русская голгофа» и царя Николая II. С первых лет эмиграции образ распятой России получил распространение в публицистике. Вначале этот топос не имел серьёзной сотериологической трактовки, но стал одним из главных способов описания и анализа событий Русской революции и Гражданской войны. Так, он являлся одним из основных в творчестве Сергея Бехтеева, поэта, который существенно продвинул разработку темы «крестных» страданий России и Николая II.
Постсоветская политическая эсхатология заимствовала из эмигрантской религиозной историософии интерпретационные схемы, которые стали применяться для осмысления событий смены режима в СССР. Одним из главных методов «работы с эмпирическим материалом» в данном контексте является обнаружение «духовных смыслов», сводящихся к тому, что авторитарная, в идеале — монархическая, форма управления Россией считается инструментом Божьего попечения о спасении избранных людей в условиях воцарения антихриста.
Современные эсхатологические алармисты не принимают глобализм, считая, что апокалипсическими деятелями продвигаются проекты создания единого человечества с целью уничтожения национальных государств. В рамках социального воображения, которое строится на допущении, что нации есть часть естественного порядка вещей, образуются по этногенетическому принципу и поэтому представляют собой основных акторов исторического процесса, такие угрозы грозят разрушением основных классификационных схем. Эсхатологические рассуждения ряда современных православных политических активистов близки к традиционным крестьянским представлениям о порче мира.
Изначальный христианский антииудаизм — идея «греха иудеев» переносится на тематику конца света и трансформируется в аргумент финальной космической драмы, соединяясь с образом антихриста и «колена Данова».
Судьбу России в XX веке радикальные православные воспринимают как звено в вековой изнурительной борьбе христиан с антихристианами — евреями-иудеями, испытывающими ненависть к христианству. Православные фундаменталисты объясняют революцию 1917 года, отождествляя большевиков с евреями, по их мнению, пытавшимися не только уничтожить христианство, но и провести геноцид русского народа. Важное место в этом мифе занимают представления об убийстве царя и его семьи, трактуемое не в качестве политического преступления, а как «ритуальное убийство», которое задумали и осуществили иудеи, чтобы убрать «удерживающего» и открыть дорогу для антихриста.
Русские апокалиптизм или милленаризм могут быть антисемитскими и антизападническими. Последние составляют более сильный поток русской православной мысли. Эта ситуация была характерна для XIX века. В начале XX веке антисемитизм стал сильнее. В послевоенной советской истории и в начале XXI века преобладали схемы, которые связывают упадок и конец с глобальной гегемонией либерального Запада. Антизападничество легко соединяется с антисемитизмом, но чаще всего обходится без него.
Известный апокриф, который помещик Николай Мотовилов приписывал своему собеседник Серафиму Саровскому: «Россия сольется в одно море великое с прочими землями и племенами славянскими … Грозное и непобедимое царство всероссийское, всеславянское — Гога Магога, пред ним все народы в трепете будут» (его приводит, в частности, издание «Россия перед Вторым пришествием») — в контексте эсхатологических ожиданий современных монархистов сформировал образ тысячелетнего русско-славянского царства. В том же контексте находится образ царя Николая II с «усеченной главой», копирующий образ Иоанна Предтечи, пророка Мессии — искупительная жертва за грехи, совершённые русским народом, являющаяся залогом грядущего возрождения России и становления Нового Царства.
Апокалиптическое сознание и в целом традиционалистское сознание являются пессимистическими, настраивая на пассивное ожидание упадка и краха человечества, которые, как утверждается, обусловлены волей Божьей. Имеется связь с «этикой поражения», о которой писал традиционалист (не принадлежащий к числу фундаменталистов) дьякон Андрей Кураев. В то же время ряду апокалиптиков перспектива приближающегося конца времён даёт оптимизмом, а некоторым традиционалистам — энергичное стремление к осуществлению своих идеалов.
Апокалиптические ожидания могут пониматься как идеология маргинальной группы, которая не нашла себе достойного места в обществе и потому испытывает фрустрацию. Характерны надежды, что мир перестанет меняться и вернётся в «естественное» состояние, к котором этих людей ожидает достойная жизнь, обещанная логикой существования ушедшего строя. Стремления сторонников этих взглядов направлены не к новому справедливому миру, а на объяснение, почему старый справедливый мир разрушается и на попытки воспрепятствовать его дальнейшему разрушению под напором глобализации и либеральной аксиологической системы. Социальную группу, в рамках которой получили распространение эти настроения, составляет бывший советский средний класс, потерявший свои позиции в начале 1990-х годов, в том числе военные и инженеры. В демократии они видят анархию, которая подрывает привычный для них порядок. Это привело их к переходу на сторону охранительной консервативной идеологии и стремлению вернуть авторитарную политическую систему, а также к созданию (и воссозданию) объяснений для всех крупных потрясений в российской истории в духе поиска заинтересованных в этих драматичных изменениях.
Сторонники этих взглядов часто используют эвфемизмы и иносказания, как из опасений уголовного преследования, так и по причине иных дискурсивных привычек, а также новозаветную фразеологию и названия могущественных институций, управляющих миром.

## История

### Дореволюционный период
В XIX веке в мире в целом произошло смещение антисемитского дискурса из области богословия в сферу расовой идеологии, переход от христианского антииудаизма к антисемитизму в узком смысле. Расовый, этнический антисемитизм с конца XIX века представляет собой новое явление, сформировавшееся на основе этнического национализма, когда негативное отношение к евреям становится квинтэссенцией для всех модерных ксенофобий. Это отношение получило оформление вначале в Европе, а затем оттуда, в первую очередь, из Франции, было импортировано в Россию, где нашло почву в среде популярной околоправославной апокалиптики.
Вплоть до конца XIX века русские богословы обычно рассматривали эсхатологические темы в традиционном ключе, следуя за отцами Церкви, но в начале XX века в эсхатологические концепции были включены идеи о роли России в мире, врагах России и её будущем, которое связано с судьбой православия. С конца XIX века рост революционных настроений, а также участие евреев в русском освободительном движении, стали поводом распространения идеи «жидомасонского заговора». Основным источником этих взглядов являлась французская антимасонская кампания, проходившая во второй половине XIX века. Русские конспирологи заимствовали из неё язык обсуждения и концептуальные инструменты. Эти идеи наложилось на эсхатологические представления, имевшие место в среде русских богословов, о русском царе как «удерживающим» мир от пришествия антихриста. Не умея и не стремясь объяснить революционные движения и мировой кризис христианства реальными политическими, экономическими и социальными причинами, некоторые клирики находили объяснения в конкретных толкованиях предания и «Апокалипсиса», разрабатывая представление, что воинство антихриста состоит из евреев и масонов.
На рубеже XIX—XX веков ряд русских клириков рассматривал Россию как последний оплот христианства, который сдерживает приход антихриста. Они утверждали, что именно в ней решались судьбы мира. В консервативной среде такие настроения стали нарастать после 1907 года, в особенности в канун и в период Первой мировой войны. Главными агентами гибельных изменений считались масоны и «инородцы». В эти годы появляется большая богословская и светская литература, посвящённая пришествию антихриста. Некоторые священники и публицисты даже вынуждены были выпускать специальные брошюры, чтобы успокоить народ. По мнению американского историка Джеймс Биллингтона, «нигде в Европе объём и сила апокалипсической литературы не сопоставима с тем, что дала Россия при Николае II».
Первоначально русские священники и богословы не разделяли идею «подрывной деятельности» евреев в качестве ближайших сподвижников антихриста, однако на рубеже XIX—XX веков часть православного духовенства перешла к мистическому антисемитизму, и важное место в их представлениях о «кончине мира» заняли иудеи. Утверждалось, что именно они больше других ожидали прихода антихриста, который даст им обещание, что они вернутся на родную землю и восстановят своё царство. Но в то время считалось, что посланцами Бога они будут обращены в христианскую веру, поскольку, согласно традиционным трактовкам «Апокалипсиса», только после этого события произойдёт Второе пришествие. Этот взгляд наиболее детально был разработан в 1903 году в книге иеромонаха Пантелеимона «Начало и конец нашего земного мира». По его словам, евреи и масоны с нетерпением ожидают антихриста, стремясь к захвату власти над миром и окончательной победе над христианством. В начале XX века сутью «конца времен» в некоторых православных кругах стала считаться борьба не Христа с антихристом, но христианства с евреями.

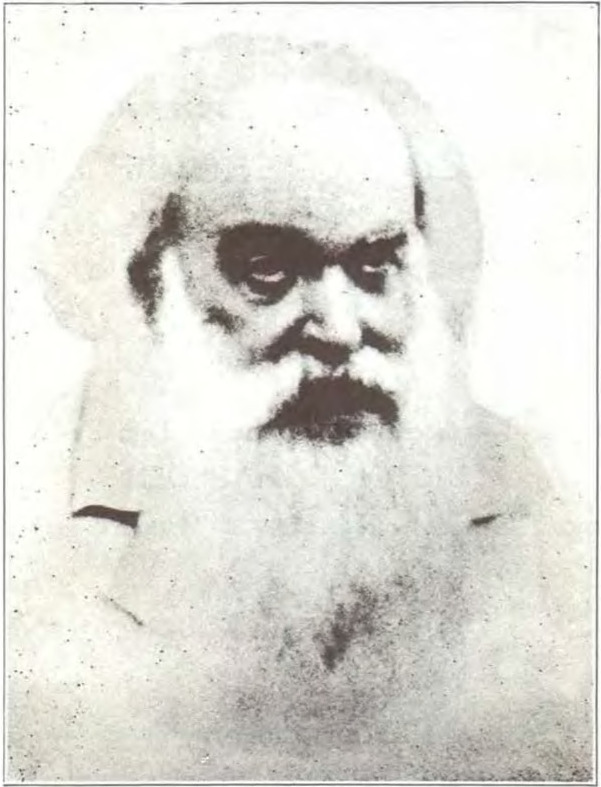
Сергей Нилус из американского издания «Протоколов сионских мудрецов», 1934

Главной фигурой, связавшей эту апокалиптику с новыми антиеврейскими фобиями стал мистик Сергей Нилус, соединивший образ антихриста-иудея с идеей всемирного «жидомасонского заговора». Нилус использовал построения Владимира Соловьёва, только переставив акценты, что стало возможным в рамках корневого сходства юдофилии и юдофобии. Сионские мудрецы в изданных Нилусом «Протоколов» являются как грядущим воинством антихриста, так и мировым правительством. Нилус опирался на западную традицию: когда в конце XIX века во Франции проявляли активность антимасонские центры, публицисты заявляли о «жидомасонской угрозе».
Получив известную подделку «Протоколы сионских мудрецов», он заявил (1917), что «тайна беззакония» окончательно раскрыта; по его словам, она связана с подрывной деятельностью «масоно-еврейских кругов». По Нилусу речь шла о «плане завоевания евреями мира, выработанном веками в рассеянии»; этот план Теодор Герцль докладывал «совету старейшин» в дни Первого сионистского конгресса в Базеле в 1897 году. Следуя за французскими католическими авторами, Нилус утверждал, что в своём стремлении к «захвату мира» Израиль руководит масонством. Этот план разработал ещё царь Соломон со своими мудрецами. Евреи столетиями следовали его заветам, поддерживая обособленность и одновременно проводя подрывную деятельность против всех государств, начиная от античных Греции и Рима и вплоть до нынешней России. По Нилусу, идеальным политическим устройством для евреев является республика, где нет места для свободы личности, но господствует мнение толпы. Опираясь на деньги и сервильную прессу, в условиях демократического устройства евреи осуществляю захват власти во всех странах. Считая евреев заклятыми врагами христианства, он писал о наступлении «торжества вождей талмудистского Израиля над отступившим от Христа миром». Знаками близости конца света он называл появление раввина-чудотворца под Черновцами, ослабление черты оседлости, подготовку Государственной думой проекта закона о равноправии евреев, готовность союзников передать евреям Палестину, рост популярности эзотерики. Европа, по его мнению, была уже захвачена «масонами и евреями», а последний оплот «светлых сил» был в Святой Руси Православной, что вызывало ярость у «врагов Христовых» и их стремление покончить с Россией. В 1917 году после отречения царя Нилус заявил, что «удерживающий взят от православной среды», а, следовательно, воспрепятствовать антихристу больше некому. Он писал о наступлении «торжества вождей талмудистского Израиля над отступившим от Христа миром».
Взгляды Нилуса разделялись рядом видных церковных деятелей, включая протоиерея Иоанна Кронштадтского. Он интересовался темами конца мира и появления «беззаконника». «Удерживающим» он называл самодержца. В последние годы жизни Иоанн, потрясённый революционным террором заявлял о скором наступлении конца мира и приходе антихриста. Залогом благоденствия России, по его мнению, было самодержавие, вокруг которого он видел множество врагов, к числу которых относил революционеров и социалистов, евреев, поляков, армян и финляндцев. Иоанн Кронштадтский имел большой авторитетом в народе, к его словам прислушивались верующие. Он высоко оценивал книгу «Начало и конец нашего земного мира» и поддержал Нилуса.
Саратовский епископ Гермоген (Долганёв) отождествлял с «жидами» «интеллигенцию». В 1905—1907 годах его епархиальная газета «Братский листок» осуждала «смутьянов» и «бунтовщиков», в связи с чем Гермоген стал считаться вдохновителем черносотенных погромов. Он руководил саратовским отделением «Союза русского народа», который считал исключительно русской организацией. Епископ отождествлял русских и православных и запрещал принимать в православие евреев, включая крещёных.
После революции 1905 года и особенно в 1909—1910 годах, в период, когда в России после долгого перерыва снова возникли масонские ложи, началась антимасонская кампания, запущенная ультраконсерваторами в прессе. Её участники не имели надёжных данных о российских масонах и ссылались на французских авторов. Как и Нилус они прямо увязывали масонов с евреями или иудеями, в частности утверждая, что масонство организовано евреями с целью достижения мирового господства, уничтожения христианства и ликвидации национальных государств. Такие работы отсылали к Апокалипсису или к основным сюжетам эсхатологического мифа. Так, Георгий Бутми заявлял, что цель масонов состоит в построении «царства Змия/Зверя», препятствовать чему может только «самодержавный царь». Православный богослов Александр Бронзов утверждал, что масоны стремятся к установлению «господства антихриста» как «всемирного владычества еврейства». Однако эти авторы писали, что не имели возможности доказать свои идеи с опорой на документы и опирались на «здравый смысл». Касаясь «тайного еврейского правительства», А. Селянинов говорил: «Мы знаем, что оно не может не существовать». Алексей Шмаков писал, что речь шла о «гипотезе», и добавлял: «мы, думается, были бы вправе, — и помимо новых доказательств, признать неустранимость идеи международного тайного правительства, равно как невозможность допустить пребывание оного где-либо, кроме еврейства». В предвоенные годы большое количество аналогичных обвинений звучало в черносотенной прессе. Однако в дореволюционный период многие известные антисемиты ещё не пользовались «Протоколами». Антимасонская кампания не смогла привлечь широкие массы. Обеспокоенные её размахом лидеры масонов закрыли большинство лож и усилили конспирацию.

### Послереволюционный период
Православная литература и популярная полуанонимная, и профессорско-богословская после «Протоколов» восприняла соответствующий язык, который перешёл к радикальной экзальтации в период революций по мере того, как параллельно шёл процесс эмансипации евреев. Сама революция для большого количества христианских наблюдателей, затем также и в эмиграции, стала «лучшим доказательством» пророчеств. Большевики ассоциировались не только с «монгольскими ордами», но и с евреями, что стало мощным аргументом в эсхатологическом дискурсе.
Всплеск апокалиптики после Октябрьской революции и в годы Гражданской войны охватил не только монархистов, но и более широкие массы. Особый импульс этой тенденции придал расстрел царской семьи, который сторонники эсхатологии восприняли как сознательное уничтожение «удерживающего». Виновными они объявили евреев и масонов, поскольку это отвечало их представлениям о «последних временах». Одни авторы верили в данные идеи, другие манипулировали ими с целью мобилизации контрреволюции.
В 1917 году ряд священников сохранял монархические позиции и отвергал новые реалии как «царство иудейское». Некоторыми из них текущие события воспринимались в апокалипсическом ключе. О происходящем в Петрограде протоиерей Иоанн (Восторгов) говорил: Неужели «времена исполнились»? Епископ Гермоген (Долганёв), который видел в революции «мучительную Голгофу», в 1917 году написал комментарий на «Апокалипсис», в котором описывал время антихриста. Он утверждал, что «еврейские масонские революционеры» «готовят все силы к свержению самодержавия в России, а потом — на весь мир», но значительно больше места уделил гонениям на «истинных христиан». После Октябрьской революции наблюдалось усиление эсхатологических настроений. В ноябре 1917 года 33 члена Поместного собора осудили популярность «масонства» и распространение идей социализма у православного населения. 22 января 1918 года ряд священников заявлял, что власть захватили «еврейско-масонские организации», ставящие себе целью расчистить путь антихристу; эти священники и призывали вернуться к монархии. Рост антисемитизма происходил начиная с лета 1917 года. Если в верхах царской России миф о «жидомасонах» не имел популярности, то в годы революции и Гражданской войны он получил большое развитие; даже ряд бывших либералов сдвинулся к черносотенству. Поводом для роста эсхатологических настроений был миф о высокой доли евреев в высших органах советского власти, воспринимаемой как «еврейско-большевистская».
В белом движении эсхатологические и антисемитские настроения отразились в апокалипсической лексике и в языке плакатов. Троцкий мог быть представлен чудовищем, которое совершает «ритуальное убийство», большевики изображались в качестве антихриста, революция называлась о «еврейской», исторический путь России ассоциировался с Голгофой, внимание акцентировалось на Троцком, а не на Ленине. В начале 1919 года в армии Колчака священниками распространялись листовки, в которых большевики были представлены как «предтечами последнего антихриста». В мае 1919 года на Ставропольском церковном соборе протоиерей Владимир Востоков агитировал против «жидов и масонов», однако этот призыв поддержки не получил.
В послереволюционный период происходило большое количество еврейских погромов, а «Протоколы сионских мудрецов» были на пике своей популярности в России. Уже находясь под арестом, в марте 1918 года Николай II обратился к книге Нилуса, назвав её «своевременным чтением», однако «Протоколы» он считал фальшивкой. В 1919 году Колчак и члены его правительства выступали против антисемитизма, однако сам Колчак читал «Протоколы» и считал, что в них идёт речь о масонском заговоре. В 1919 году в Приамурье распространялась известная фальсификация «Речь раввина к еврейскому народу», по духу близкая к «Протоколам». В Крыму в 1920 году многими священниками утверждалось, что евреи стремятся править миром, а лидеры большевиков являются их передовым отрядом. В начале 1920-х годов руководитель русской духовной миссии в Китае архиепископ Иннокентий (Фигуровский) со ссылкой на «Апокалипсис» изображал царство антихриста и заявлял, что в России оно уже настало. Генерал Алексей Брусилов предполагал, что Нилус и Шмаков правы и за большевиками стоит «тёмная сила», имеющая связь с Сатаной. Подобные чувства разделялись многими православными. В 1920 году эмигрант, игумен Серафим (Кузнецов) стремился оправдать царскую власть и обвинял в бедах России «скрытую тёмную силу» — «иноземцев, чуждых интересам русских», которых он именовал «агентами дьявола» и «иудами-предателями».
В 1918 год стал переломным в истории «Протоколов». Убийство большевиками царской семьи вызвало волну массового интереса к этому тексту. Известие, что следователи армии А. Колчака нашли в комнате бывшей императрицы Александры Федоровны подаренную ей несколько месяцев ранее книгу Нилуса «Великое в малом», монархические и экзальтированные христианские круги восприняли как завещание царицы-мученицы, которое указывало на евреев как подлинных виновников трагедии.
В церковных и прицерковных кругах эсхатологический миф применялся как объяснительная матрицы и в более позднее время, когда православные мыслители стремились понять революцию 1917 года. Американский политолог Уолтер Лакер писал, что «без учёта апокалипсического элемента в духовной жизни русского общества трудно понять распространение, которое получили „Протоколы сионских мудрецов“…». Он отмечал возрождение веры в антихриста у русских ультраправых на рубеже 1980—1990-х года.
С течением времени монархисты всё больше стремились объяснить революцию с религиозных позиций. Так, в 1943 году архимандрит Константин (Зайцев), сожалея о Святой Руси и Великой России, утверждал, что царь был «охранителем церкви», «сдерживавшим силу врага», а судьба всего мира зависела от России. Епископ Антоний (Храповицкий) с одной стороны, видел в евреях «племя вредное в экономическом и нравственном отношении» и одобрял их притеснения; с другой стороны, епископ осудил Кишинёвский погром, а после завершения революции 1905 года предпринял попытку отделить религиозных евреев и евреев-революционеров («бундистов»). К первым он относился с симпатией, тогда как вторых он порицал как «отщепенцев» и «нигилистов», рассматривая их как «зло народу». Он утверждал, что первых в России никогда не обижали, а борьба за политическую свободу евреев приведёт к плохим последствиям. По мнению Антония, иудеи и иудейские первосвященники готовили восстание против Римской империи, с чем был не согласен Иисус, выступавший за нравственную свободу, а политическую. Рост популярности Иисуса в народе вызвал беспокойство первосвященников, которые опасались, что он помешает их восстанию. Эти рассуждения были вызваны опытом русской революции. Статус Финляндии он сопоставлял со статусом Иудеи в Римской империи; сравнивал иудейский «патриотизм Иисуса» с настроениями «истинных русских патриотов»; утверждал, что пророчества Даниила содержат «религиозно-политическую программу иудейства», которой евреи упорно следуют. «Еврейских революционеров», называя их «фанатиками» и «шовинистами». Иисус в его интерпретации отстаивал законность римской власти и не желал революции. В результате Иисус стал «жертвой еврейской революции».
Центральный старообрядческий совет Литвы 9 марта 1943 года выступил с воззванием, в котором призвал «оказать помощь немецкой армии в уничтожении жидовского коммунизма».
В РПЦЗ присутствовала идея, что убийство царской семьи было «ритуальным» и совершённым евреями-слугами грядущего антихриста, о чём «свидетельствовала» «каббалистическая надпись». Так, эту версию в проповеди на 54-ю годовщину убийства излагал один из виднейших иерархов РПЦЗ, ректор семинарии в Джорданвилле, архиепископ Аверкий (Таушев).

### Постсоветский период
После распада Советского Союза антисемитское наследие Православной церкви снова стало явным. Хотя некоторые лидеры церкви осудили антисемитизм, он по-прежнему существенно представлен. Многие высокопоставленные лица в церковной иерархии сформировали политические альянсы с группами ненависти, публично делали антисемитские заявления и публиковали антисемитские сочинения без порицания со стороны патриарха. Несколько групп внутри РПЦ — Православно-монархический альянс, Союз православных братств и возрожденная Чёрная сотня — были особенно активны в пропаганде антисемитизма. Несколько русских православных священнослужителей изображают иудаизм в самом негативном свете. Влияние в церкви имеют антисемитские сочинения, автором которых был митрополит Санкт-Петербургский и Ладожский Иоанн (Снычёв). Иоанн и епископ Русской православной церкви заграницей Варнава (Прокофьев) сотрудничали с Обществом «Память», старейшей антисемитской националистической группой в новейшей России. Главы епархий ряда важных регионов (Екатеринбургской, Воронежской, Нижегородской) открыто поддерживали связи с неонацистской организацией «Русское национальное единство». Во многих частях России местные газеты РПЦ публиковали антисемитские статьи и воззвания экстремистов. Некоторые священнослужители возродили и поддерживали идеи «Протоколов сионских мудрецов»; Екатеринбургская, Кемеровская и Калужская епархии публиковали и распространяли эту подделку. Социологические исследования показывают положительную корреляцию между антисемитскими убеждениями и членством в церкви.
В постсоветское время соединение апокалиптизма и антисемитизма снова приобретает большие масштабы, что близко к ситуации столетней давности. В частности, имеют место масштабные републикации текстов Сергея Нилуса, в том числе его «Близ есть, при дверех» и других антисемитски направленных пророчеств. Существует определённый социальный заказ на данную литературу. С начала 1990-х годов в среде активистов православно-монархического движения часто наблюдались нервные срывы, вызванные заявленной борьбой с «тайной беззакония» и поиском «врагов».
По мнению политолога К. Н. Костюка, фундаменталистские круги объединялись вокруг различных православных изданий от «выражающих крайне радикальную и критическую позицию» газет «Русь державная» и «Русь православная» до «ориентирующихся в том числе на конструктивную общественную деятельность (организация школ, детских садов и т. д.)» газеты «Радонеж» и журнала/телепередачи «Русский дом». Он считает, что «мир православного фундаментализма богат как интеллектуально, так и коммуникационно: внутри него постоянно идёт процесс общения, организуются конференции, мероприятия, акции, подобные походам хоругвеносцев и пр.» Крайне радикальные СМИ имели идеологический успех, что выражалось в их внушительной публикационной активности и доминированию среди православных ресурсов Интернета.
Митрополит Санкт-Петербургский и Ладожский Иоанн (Снычёв) в газете «Советская Россия» опубликовал статью «Тайна беззакония» (1992), в которой утверждал, что евреи с древнейших времён стремятся к «мировому господству». «Удерживающим» он считал Россию и «православное государство». Иоанн писал о надеждах иудеев на приход Мессии, от которого ими ожидалось восстановление своего царства и получение «мирового господства». Со времён разгрома царств Израиля и Иудеи ассирийцами иудеи берегли свою «национальную исключительность» и позднее затаили злобу на Христа за развенчивание их «богоизбранности». Их орудием являются тайные организации, которые ведут к развалу национальных государств и уничтожению христианства с целью установить власть мирового диктатора — антихриста. Россия и её крепкое православное государство после отпадения Запада от христианства остались последним оплотом в противостоянии «тёмным силам». Иоанн верил в наступление «последних времён» и писал об апостасии в России. Версия «Апокалипсиса» Иоанн Снычёва основывалась на «Протоколах сионских мудрецов». Популярная история России Иоанна основана на идее «двухтысячелетней войны» между христианством и иудаизмом. Иоанн утверждал, что евреи поклоняются «еврейскому» Богу, который на самом деле является демоном. В его повествованиях евреи часто упоминаются как «народ, убивающий Бога». Иудаизм — «религия ненависти», он часто называется «расистским». В 1993—1994 годах епархия с благословения митрополита Иоанна переиздала 20-тысячным тиражом «Протоколы сионских мудрецов».
Радикальные взгляды продвигала газета «Земщина», издававшаяся монархистами из Союза «Христианское возрождение» в 1990—1993 годах. Ключевыми словами эсхатологического дискурса этого издания были взятые из «Апокалипсиса» и посланий апостола Павла термины, такие как «тайна беззакония», «князь мира сего», «дети Сатаны», «сыны погибели», «сатанинские силы», «печать Зверя», «последние времена», «конец мира», «удерживающий» и др. По мере роста антисемитских настроений «жидомасонский заговор» в статьях газеты трансформировался во «мировой талмудический заговор», что подчёркивает особую роль Талмуда в этом дискурсе. Один из её издателей Вячеслав Дёмин предпринял попытку реабилитации нацистской свастики как «гаммированного креста». В анонимной статье 1992 года утверждалось, что Гитлер по воле Божией отомстил евреям за «тайну беззакония», под которой понималось их активное участие в Революции 1917 года и Гражданской войне.
Протоиерей Александр Шаргунов («Новый виток „тайны беззакония“» в газете «Русский вестник», 1993) видел знак «тайны беззакония» и «репетицию конца света» в событиях сентября-октября 1993 года в Москве. В 1998 году Шаргунов и его единомышленники, принимавшие участие в октябре 1993 года в защите «Белого дома», стали критиковать саму церковь, утверждая, что никакого религиозного возрождения в России не происходит, но в церковь проникла «тайна беззакония». Они считали настоящее время «апокалипсическим», находили признаки близости Второго пришествия и заявляли об изощрённых гонениях на Церковь. Шаргунов неоднократно вспоминал об отступлении от православия архиереев, поскольку это было одним из признаков апокалипсического времени. В 2000 году он выпустил книгу о близком конце света. Автор ожидал окончательной реализации «тайны беззакония» и прихода антихриста в виде восстановленной монархии. Россия понималась им как последний оплот истины, подвергающийся атакам злых сил, отождествляемых им с «тайным Синедрионом, вдохновлявшимся Дьяволом». Антихристом он считал иудейского Мессию и писал о простодушии русского народа, не знающего о нависшей над ним угрозе и нуждающегося в мудром царе. «Новый мировой порядок» и «единое мировое правительство» он трактовал в качестве «сатанизма», связанного с масонами. В этом им усматривалась реализация пророчеств о приближении прихода антихриста. Иудеям в этой книге уделялось скромное место. В другой книге (2004) он акцентировался на высокой доле евреев в органах власти и ЧК в первые годы советской власти, в связи с чем вспоминал слова о «человеке беззакония» и «колене Дановом». Шаргунов считал, что это не относится к еврейскому народу в целом, напоминая, что Христос и апостолы также происходили из евреев. Однако затем в духе «Протоколов» он писал о устремлённости иудаизма к мировому господству.
Газета «Русский вестник» (статьи 1993 года) видела образ врага в лице «ветхозаветного иудейства», вдохновляющего и совершающего «тайну беззакония», а также в лице сионизма и Израиля. Газета писала о «ереси жидовствующих», дожившей до наших дней и выражающейся в «наукообразном толковании Библии» и призывах к примирению с мировым иудейством. Согласно А. М. Верховскому, «самая регулярная национал-радикальная газета, „Русский вестник“,… ориентируется на русский православный фундаментализм».
Наиболее популярным православным изданием, посвящённым эсхатологическим ожиданиям, стала антология «Россия перед Вторым пришествием», которую выпустило в 1993 году издательство Троице-Сергиевой лавры масштабным тиражом 100 тысяч экземпляров; затем антология четыре раза переиздавалась в дополненном виде. Её составителем являлся православный монархист Сергей Фомин, сторонник идей Нилуса. Как и последний, он разделял подлинность «Протоколов сионских мудрецов», которые, по выражению его бывшего коллеги и единомышленника А. А. Щедрина, «приоткрыли завесу над тайной беззакония и возвестили православному миру о зловещей роли мирового талмудического жидовства в подготовке и устройстве всемирного царства антихриста». Также он стремился реабилитировать свастику, которую считал важным христианским символом.
Канонизации царской семьи РПЦ, произошедшей в 2000 году, предшествовала длительная дискуссия, которая велась в церковном сообществе: как по принципиальному вопросу — заслуживает ли семья Романовых канонизации, так и по частной проблеме — в каком чине — великомучеников, страстотерпцев или просто мучеников — это прославление должно произойти. Острая полемика, нередко перетекавшая во взаимные обвинения сторон, происходила на страницах официальных церковных изданий и в обширном пространстве православной публицистики различных направлений. Не дожидаясь принятия общецерковного решения сторонники канонизации приступили к изготовлению священных изображений Николая II, составлению молитвенных текстов, вариантов житий.
Принято считать, что царская семья была расстреляна в Ипатьевском доме в Екатеринбурге 17 июля 1918 года. Исследователи вели многолетние споры о судьбе царских останков. Помимо общепринятой версией о гибели царственной семьи от пуль, существует версия о «ритуальном» убийстве царственной семьи Романовых. Правые радикалы подчёркивали «еврейское происхождение» организаторов убийства и наличие «каббалистической надписи», которая якобы была обнаружена на стене дома Ипатьева. Версия о «ритуальном убийстве» евреями и «каббалистической надписи» получила поддержку в кругах близких к митрополиту Иоанну (Снычёву). Она активно разрабатывалась экономистом Олегом Платоновым, проводившим последовательную связь «ритуальных убийств», с точки зрения радикалов, имевших место в русской истории (мученик Евстратий Печерский, царевич Дмитрий, Андрей Ющинский и др.).
Одной из важных сторон полемики, которая велась внутри церковной среды, стал вопрос об обстоятельствах кончины царской семьи: была ли она «ритуальным убийством» или стала традиционным мученическим подвигом — подражанием страданиям Христа и мученическим свидетельством о православной вере.
При канонизации царской семьи Московская патриархия не последовала призыву радикальных кругов, которые требовали признать членов царской семьи не просто святыми, но жертвами «ритуального жертвоприношения». Погибшие были канонизированы как страстотерпцы, а не как мученики. Канонизация царской семьи в чине страстотерпцев позволила трактовать это убийство, которое было совершено революционерами прежде всего по политическим мотивам, в качестве жертвенного подражания Христу, религиозно-нравственного подвига кротости и смирения царя и его домочадцев. Страстотерпцы могут принять мученический венец не от иноверцев, а от «своих» же палачей. РПЦ приняла точку зрения государственной следственной экспертизы. Криминалист Владимир Соловьёв полностью отверг версию «ритуального убийства». Согласно его выводам, все участники казни были атеистами и интернационалистами, группа почти полностью состояла из русских, с участием одного еврея (Я. М. Юровского).
В 1998 году был создан сайт «Русская линия», редакция которого проводила ультрафундаменталистскую политику и находилась в сильной оппозиции по отношению к значительной части епископата Русской православной церкви. В 2010 году произошёл раскол, и часть сотрудников во главе с Сергеем Григорьевым пошли на сближение с патриархией в лице Синфо. Они заняли основной домен сайта rusk.ru, имеют лояльную, хотя и крайне правую позицию. Другая часть во главе с Анатолием Степановым создала «Русскую народную линию» и перешла на новый домен ruskline.ru. Эта редакция продолжает линию независимой оппозиции с набором соответствующих идеологем. Посещаемость у более радикальной «Русской народной линии» превосходит сравнительно умеренную «Русскую линию». Эти сайты активно используют в церковной среде для внутренних конфликтов с «модернистами» и «либералами». Редакции обоих сайтов расположены в Санкт-Петербурге.
С 2000 года в России действует Общероссийское общественное движение «За право жить без ИНН», проводящее многочисленные конференции и дискуссии, где говорится о «сатанинской» сущности глобализации и «нового мирового порядка». В конце 2003 года движение переименовано в Международное общественное антиглобализационное движение «Заправо жить без ИНН, личных кодов и микрочипов», которое объединило православную общественность стран СНГ. Движение занималось составлением обращений в адрес высших иерархов РПЦ и организацией конференций под общим названием «Тайна беззакония в действии». Движение участвовало в молитвенных стояниях и других выступлениях против «всемирного электронного концлагеря». Другой подобной организацией стал Координационный комитет против внедрения Универсальной электронной карты (УЭК), возглавляемый бывшим философом, а позднее кинорежиссёром-документалистом Г. И. Царевой, выступающей против «тотального контроля», под которым понимается введение ИНН и электронных документов. Она считает ИНН отречением от личного имени, то есть «отречением от Бога и Церкви», и, следовательно, утратой всех прав и свобод, чего добивается система тотального контроля. По её словам, существует мировое правительство во главе с «единым мировым правителем», который угрожает суверенитету России, что связывается с приходом «последних времён» и «тайной беззакония».
В начале 2000-х годов в газете «Земщина» регулярно публиковалась хроника крестных ходов и молитвенных стояний, на которых вспоминались русские цари как «удерживающие» и подвергалась проклятию «тайна беззакония», отождествляемая с деятельностью евреев и масонов. Такая память культивируется «Союзом православных хоругвеносцев» и Союзом «Христианское Возрождение». Их самодеятельные молитвы о восстановлении самодержавия включают мотив «ритуального убийства».
В 2002 году вышла антология «Тайна беззакония в исторических судьбах России», составителями которой были ультраправые деятели Юрий Бегунов, А. Д. Степанов и Константин Душенов. Книга включала, в частности, переиздание книги Нилуса «Близ есть, при дверехъ», куда входит полный текст «Протоколов», а также шесть наиболее известных публицистических работ Иоанна (Снычёва), в том числе статьи «Тайна беззакония» и «Творцы катаклизмов». Во вступительной статье к антологии Бегунов утверждал, что «Протоколы» являются подлинным документом, который был составлен в «еврейско-масонской ложе Мемфис-Мизраим». Статья оканчивалась предупреждением, что враг рода человеческого готовит «Новый мировой порядок», возглавляемый антихристом, и поэтому всем рекомендуются к прочтению работы Нилуса.
Сотрудники православного веб-сайта «Русская линия» (2002), включая главного редактора Сергея Григорьева, утверждали, что лишь русский народ способен противостоять царству антихриста. Григорьев заявил, что, поскольку после разрушения Иерусалимского храма евреи потеряли возможность приносить жертвы, ими была утрачена настоящая религия. Он назвал иудеев «лицемерами» и пришёл к выводу, что все евреи жаждут восстановление Храма с целью избавиться от «религиозной неполноценности». По его словам, евреи уже обладают огромной властью в мире, но она многократно возрастёт, и Израиль станет сверхдержавой. Григорьев опирался на пророчества и напоминал, что «человек погибели выйдет из среды еврейского народа». Собеседники связали с этим неизбежное, по их мнению, в будущем столкновение Израиля и православной России. Они утверждали о «разоблачении» «мифа о Холокосте».
В 2005 году Александр Верховский высказал мнение, что в целом сторонники радикального фундаментализма в православии составляют меньшинство верующих. Летом 2005 года патриарх Алексий II впервые благословил проводимый православными фундаменталистами крестный ход в связи с годовщиной расстрела царской семьи, что рассматривается некоторыми авторами в качестве сдвига РПЦ МП в направлении радикального консерватизма в стремлении к десекуляризации общества.
На конференции «Эсхатологическое учение Церкви», проходившей в Даниловом монастыре 14-17 ноября 2005 года сторонник русского национализма Егор Холмогоров утверждал, что современное богословие пренебрегает «политической эсхатологией», а это ведёт к потере историей всякого смысла. «Удерживающий» отождествлялся им то со «всем тем, что проникнуто Божиим благословением», то с сильным государством. «Тайна беззакония» понималась им как «аномия», отсутствие порядка. Антихриста он видел «еврейским Машиахом», спасти от которого человечество способна лишь «Святая Русь» в лице её элиты.
Популярными являются протесты против «сатанизма», под которым православными фундаменталистами понимаются выступления ряда западных звёзд шоу-бизнеса, а также некоторые кинофильмы. Эта деятельность понимается в качестве противостояния натиску «цивилизации антихриста» и «тайне беззакония». В ходе этих акций в 2006 году «Союзом православных хоругвеносцев» было объявлено о создании «Православной священной инквизиции» для борьбы против «тайны беззакония», идущей с Запада, и с «Хазарским каганатом», который по мнению активистов, руководит Россией.
Ряд карликовых движений радикальных православных фундаменталистов устраивает акции сожжения книг, выступления против некоторых звезд шоу-бизнеса и ряда кинофильмов, участвует в радикальных митингах и демонстрациях, в особенности, в «Русском марше». Эти действия рассматриваются самим активистами в качестве решительной борьбы с «тайной беззакония». В данных кругах распространены расистские и антисемитские взгляды.
Марлен Ларюэль высказывала мнение, что действия вокруг фильма «Матильда» (2016—2017) подтвердили существование «боевого православия», которое готово «перейти черту» и стремится участвовать в насильственных действиях. Данные фундаменталистские радикалы являются объектом наблюдения служб безопасности. Наиболее экстремистски настроенные лица арестованы и их группы закрыты. Однако движение «Сорок сороков», прибегая к помощи своих покровителей, сумело полностью интегрироваться в «экосистему режима». Его лидер Андрей Кормухин принимал участие в ряде дискуссий о христианских ценностях в Государственной думе в 2017 году. Кормухин выступает в роли посредника между маргинальными радикальными фундаменталистами и истеблишментом патриарха, при этом не опасаясь властей.
В год столетия (2018) расстрела царской семьи наблюдалось оживление мифа о «ритуальном убийстве».
Экономист Олег Платонов, считающий своей целью «разоблачение» «заговора масонов и иудеев», которые стремятся к мировому господству, утверждает, что «только опираясь на Новый Завет… можно победить иудаизм и масонство». Этой теме он посвятил ряд книг, изданных в серии «Терновый венец России», где изложены представления об истории и современном мире, популярные в среде православных монархистов. Платонов считает себя продолжателем дела митрополита Иоанна (Снычева), по его словам, рассказавшего ему о «богоборчестве иудеев» и «вредоносности Талмуда». Митрополит поддержал его борьбу с «тайной беззакония» и дал благословение на продолжение исследований «тайных сил иудаизма, масонства и сатанизма».
В пятом томе серии «Терновый венец России» под названием «Тайна беззакония: иудаизм и масонство против Христианской цивилизации», написанном в 1995—1998 годах, Платонов сделал основной идеей анализ борьбы антихриста и Христа, следуя указаниям митрополита Иоанна (Снычёва), который усматривал в этом подлинную причину «антагонизма Запада и России». Этот подход сводит историю человечества к борьбе иудаизма и христианства. Запад уже покорился иудаизму, тогда как истинное христианство хранит лишь русское православие, в чём заключена причина несовместимости «русской цивилизации» с «западной» — «иудейско-масонской», которая является «воплощением Сатаны». В наши дни человечество вступило на последнюю ступень земного существования, далее последует предсказанный Писанием приход антихриста. Платонов исходит из идеи инволюции и определяет современность как «мировую духовную катастрофу» человечества, оставившую в прошлом «золотой век». Люди оказались недостойны спасительной жертвы Христа. Мир вступил в эпоху апостасии и события, которые предсказал Иоанн Богослов, вскоре свершатся. Вокруг наблюдаются лишь буйство «сатанинских сил» и «тайна беззакония». Только «удерживающий» в лице России, возглавляемой православным монархом до времени мешал проходу «сил зла».
Православный монархист Михаил Назаров («„Тайна беззакония“ в действии, или Россия для нерусских») изображал Запад как «апостасийную цивилизацию», а «тайну беззакония» связывал с «западными еврейскими и масонскими кругами». Советский период он воспринимал как «открытый удар сатанинского наступления», «репетицию апокалипсиса». Своей задачей Назаров считал спасение России и сопротивление «силам зла» по всему миру. Сутью современности Назаров называл противостояние «Нового мирового порядка» и «Русской идеи». Первую он считал «царством антихриста», вторая была для него связана с «удерживающей монархией». Согласно Назарову апокалипсическое время началось казнью Христа, которая положила начало апостасии. Иудаизм и масонство для него были связаны с «сатанизмом». Евреев он считал «жертвой сатаны». Они были соблазнены еретическим «хилиазмом», поскольку они стремятся создать «царство Божие» на Земле и покорить себе мир. Это делает евреев «оплотом тайны беззакония и готовящегося ею царства антихриста». Российскую империю Назаров называл максимальным земным воплощением Божественного Закона, а американскую империю — максимальным воплощением «тайны беззакония» в виде такой материалистической идеологии, какой дьявол безуспешно соблазнял Христа в пустыне. Он требовал, чтобы в Конституции РФ подчёркивалось место православной России как «удерживающего». Назаров писал о необходимости воссоздания Российской империи при православной монархии и православной идеологии. На переходный период для России, по его мнению, необходим вождь, которого изберут «лучшие люди» на базе «корпоративного принципа организации общества». Идеал этого устройства Назаров находил в фашистских режимах 1930-х годов, в первую очередь, итальянском, которым была присуща описанная им организация. Он хотел донести эту идею до будущего «вождя Третьего Рима», от которого требовалось установить автаркию, оградив Россию от «внешнего зла» и «тайны беззакония». Назаров рекомендовал возврат к тоталитарному режиму при жестком государственном контроле и мобилизационной экономике, но на базе православия. Он игнорировал «всемирную миссию» и изображал для России националистическое устройство, основанное национально-пропорциональном представительстве, которое предполагает дискриминацию по этническому признаку.
Последователем Назарова был Константин Душенов, монархист, позиционировавшийся как идеолог «русского национально-освободительного движения» имперской и православной направленности. Существует мнение, что публикации Иоанна (Снычёва) имеют ксенофобское содержание благодаря Душенову как спичрайтеру и пресс-секретарю митрополита. Участие Душенова подтверждали некоторые священнослужители и православные публицисты. Предполагается, что Душенов сам инспирировал слухи о написании публикаций за митрополита Иоанна, а затем сам их и опровергал. Сам Иоанн утверждал, что знакомился со всеми этими текстами, но вносил правки и подписывал каждый лист. На судебном заседании Душенов заявлял о своих антисемитских настроениях и черносотенных взглядах. Он публиковал на портале «Русской народной линии» статьи на тему современной политики, где связывал «русофобию и христоненавистничество» с либералами и демократами. Последних он считал злейшими врагами русского народа и призвал к борьбе за переход государственной власти в «русские руки». Он применял выражения «жидовствующая либеральная сволочь», «жидовствующие интеллигенты», «постылое вражье иго», «христопродавцы». Современный период истории, с его точки зрения, является подготовительным для перехода к «православной монархии», но перед введением этой монархии он предрекал Третью мировую войну, которая приведёт к восстановлению Российской империи и присоединению Константинополя. Врагами Душенов называл «международных банкиров и иудейских ростовщиков». Он советовал опираться на радикальную молодёжь и отказаться от толерантности, фактически призывая «убивать своих врагов». Свои взгляды автор обосновывал ссылками на «Протоколы сионских мудрецов». Идеология Душенова включает все основные термины и понятия православного эсхатологического мифа: «Нам нужна Священная Империя во главе с Помазанником Божиим, готовая осознанно исполнять свою промыслительную миссию Третьего Рима — драгоценного ковчега „последних времён“, самоотверженного хранителя спасительных истин Христовой веры пред лицом сатанинской апостасии, глобальных военно-политических катастроф и грядущего антихриста». Душенов предостерегал против «еврейской революции». Он упоминал также «хазарское иго». Если учитель Душенова митрополит Иоанн говорил о «покаянии и смирении», то Душенов апеллировал к «геополитике апокалипсиса» и считал, «взлёт русской славы и мощи» невозможен без военных баталий, включающих войну против евреев, по его словам, захвативших власть над миром. Стремясь к соединению геополитики и апокалиптики, он заявлял о «столкновении цивилизаций» и рассматривал Россию как «сердце мира». «Удерживающий» изображался геополитическим «сердцем мира», «Хартлендом», которому предстояла схватка с США.

## Сближение с неоязычеством
Некоторая часть околоцерковной или околоправославной среды сближается с русскими неоязычниками и стремится развивать арийский миф, который в данном случае нативизирует православие и заменяет его исторические корни. По мнению В. А. Шнирельмана, всё это призвано минимизировать расстояние между православием и неоязычеством и примирить радикалов неоязыческого и православного направлений. Совместная борьба с «жидомасонским заговором» считается ими важнее внутренних противоречий.
Участники советского движения русских националистов, получившего известность как «русская партия», на словах склонялись к православию, однако увлекались неоязычеством, и посредством «арийской» теории на них оказывали влияние восточные или псевдовосточные религиозных организации, прежде всего движения последователей Рериха.
В конце 1960-х годов художник Илья Глазунов участвовал в разработке «славянско-арийской» идеи. Глазунов разделял «арийскую» идею ещё с советского времени, когда он подружился с бывшим власовцем, основателем мюнхенского журнала «Вече» О. А. Красовским. Глазунов одним из первых в СССР пытался реабилитировать свастику и связал со славянским язычеством на своей картине «Вечная Россия» (1988), где, в числе других фигур, изображён языческий идол с этим символом. В целом Глазунов придерживался традиционных православных позиций. В то же время он разделял многие идеи славянского неоязычества. В своей книге «Россия распятая» (1996, 2006) он рассматривал историю с расовой точки зрения и писал о древней «славянско-арийской праистории», которую, по его мнению, в числе прочего, подтверждает «Велесова книга». Подчёркивая важность православного христианства, он призывает не забывать о «древних русах — внуках Даждьбога», поскольку, по его мнению, именно они создали Святую Русь. Глазунов пишет о «белой арийской расе» и её наиболее славных представителях, славянах, призывая вернуть им почётное звание создателей Ригведы и Авесты, о «русине» Одоакре и «славянине» Рюрике, отождествляет со славянским творчеством всё, что связано с венедами, называет тавро-скифов «русами», а скифа Анахарсиса — славянином, утверждает, что у древних славян было единобожие в виде «славянской Троицы», Явь, Правь и Навь (понятия из «Велесовой книги»). В архитектуре Русского Севера Глазунов обнаруживает «арийские формы мышления». Глазунов осуждал советских и российских историков за отрицание ценности «Велесовой книги» и пренебрежение древним славянским «арийским» прошлым, в своём понимании которого он опирался на авторов устаревшей славянской школы XIX века. По его утверждениям, археологи скрывают истину о прошлом и варварски расправляются со славянскими артефактами. Глазунов финансировал публикацию издательством «Витязь», руководимым сторонником антисемитизма Виктором Корчагиным, сборника «Древность: арьи, славяне» (1994), содержащего статьи Н. Р. Гусевой, С. В. Жарниковой и ряда других авторов, излагавших «арийскую» идею для широкой аудитории. Глазунов писал о «жидомасонском заговоре».
В 1990 году ответственный секретарь общества «Память» А. Э. Кулаков говорил о действиях «сионистов», направленных на разрушение «арийского мира» и православной веры. По его утверждению, и отцы Церкви, и «ведические дохристианские проповедники» предписывали России покончить с «мировым злом в виде сионизма». Ультраправая Народная национальная партия конструировала «Русскую веру», состоящую из «Православия нового обряда» (РПЦ), «Православия старого обряда» (старообрядцы, поморы) и «Православия исконного обряда» (русские «язычники»). Редактор и издатель ультраправой газеты «Наше Отечество» Е. А. Щекатихин объединял «ведическое мировоззрение» и православие в «Ведическое Православное мировоззрение». Он утверждал также, что губительную идею противопоставления язычества православию передали русским «жидомасоны».
Православный писатель В. И. Карпец предпринял попытку выстроить «арийскую» (гиперборейскую) генеалогию славян и царской власти. Автор самостоятельно интерпретировал археологические данные и писал, специалисты не могут их понять. Он утверждал, что Русь являлась православной ещё до прихода Рюрика, а славяне в первобытную эпоху составляли почти всё основное население Европы и были родственны с троянцам и этрускам. Карпец использовал ряд ненаучных источников, включая эзотерические, а также поддельную «фризскую» хронику «Ура-Линда». Очерки Карпеца помещены в приложениях к третьему изданию антологии Сергея Фомина «Россия перед Вторым пришествием».
В том же третьем издании, по мысли составителя, книга должна была излагать священную историю: от христианской истории Византии (Второго Рима) и России (Третьего Рима) до конца этой истории — до 1917 года в первом томе, а также о «постистории» — во втором. Фомин включил в издание идеи ряда псевдоисторических авторов о «стране гипербореев» и об «арийстве» славян, что трактовало историю как конфронтацию «арийцев» и «семитов» и смещало книгу от христианского дискурса к этнорасовому. Составитель обратился к псевдоисторическим идеям Льва Гумилёва и Вадима Кожинова о «зверствах хазарских инструкторов». Фомин использовал это сюжет, чтобы продемонстрировать «вековые злодеяния иудеев» и установить конспирологическую связь «талмудистов», маздакитов, тамплиеров, теософов и масонов.
В издании «Святая Русь. Большая энциклопедия Русского Народа» Олег Платонов, заявляя о своей православной позиции, положительно характеризовал славянское язычество и писал, что в нём выработалось единобожие — вера в «Бога Рода», благодаря чему славянам было не трудно принять христианство, которое принесло им «настоящее религиозное сознание», а язычество органично вписалось в православие.
По мнению православного монархиста Леонида Симоновича-Никшича (2015), лидера «Союза православных хоругвеносцев», в настоящее время идёт «расово-религиозная война цивилизаций» — «христианско-арийского мира» против «семитско-хамитского мусульманского».
Ряд украинских правоадикалов в построении своей идеологии используют мифические и мистические элементы. По их утверждениям, Украина, была землей, породившей «арийскую расу», от которой произошли все индоевропейские народы. Поэтому у страны есть особая мессианская задача — восстановление Великой Украины, которая будет сражаться со злом, то есть с космополитическими евреями, ведущими человечество в пропасть. В рамках этой «арийско-украинской» миссии Иисус изображается украинцем, а ориентированная в прошлом на Москву Украинская православная церковь Московского патриархата идеальным союзником против «масонов-сионистов», стремящихся обеспечить приход антихриста и гибель православия. Однако эти националистические группы играют относительно маргинальную роль в политической жизни страны.

## Критика
Многие из крайних интерпретаций Апокалипсиса рассматриваются как «мимикрия» под православие. По этой причине ряд деятелей РПЦ стремится опровергнуть слухи о близости антихриста и отвергает поиск знамений в современной действительности. Часть авторов, которые позиционируют себя как встревоженные судьбой русского народа и государственности православные верующие, пишут на темы исторических и актуальных событий в таком ключе, который может пониматься как экстремистский. Церковный истеблишмент не заинтересован, чтобы их религиозная система связывалась в глазах большинства с призывами к решению сложных проблем простыми силовыми методами. Часть верующих, которые далеки от политической эсхатологии, также не желает выглядеть братьями по вере для тех, кого аутсайдеры рассматривают как разрушителей общих конвенций о том, что можно высказывать публично о представителях других социальных групп. Также часть внешних по отношению к церкви людей по разным причинам могут не желать её стигматизации. Одним из выходов из этой имиджевой проблемы является определение виновников её возникновения как внешней силы, которая нелегитимно репрезентирует себя в качестве естественной части большой социальной общности.
Митрополит Кирилл (будущий патриарх), занимая умеренную традиционалистскую позицию, отвергал как либерализм, так и фундаментализм вместе с радикальным национализмом.
В 1993 году Священный синод РПЦ опубликовал воззвание «против ересей и лжеучений». 25 марта 2003 года в своём выступлении на епархиальном собрании в Москве патриарх Алексий II говорил, что «в настоящее время у нас нередко можно встретить священника или монаха, которые настоящую веру и верность Христу подменяют всевозможными фобиями, страхами; полуграмотные священники запугивают свою паству».